# Alchemilla grenieri
Alchemilla grenieri é uma espécie de rosácea do gênero Alchemilla, pertencente à família Rosaceae.